# Liogenys vicina
Liogenys vicina är en skalbaggsart som beskrevs av Frey 1969. Liogenys vicina ingår i släktet Liogenys och familjen Melolonthidae. Inga underarter finns listade i Catalogue of Life.